# Farmacopee

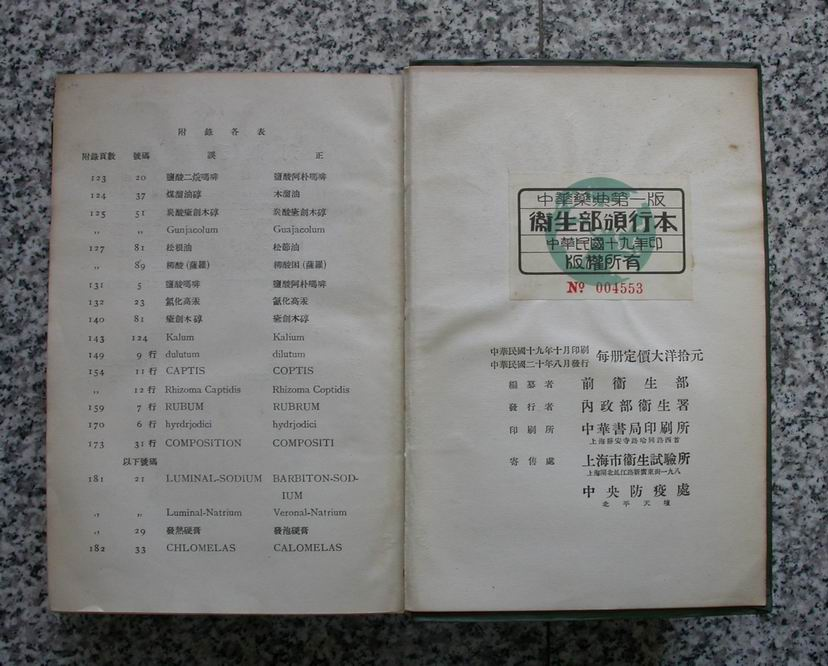
Primele pagini din Farmacopeea Chineză (prima ediție, publicată în anul 1930)

Farmacopee este un manual utilizat în practica farmaceutică. Acesta cuprinde substanțele medicamentoase și excipienții care intră în compoziția medicamentelor, formulele de preparare și conservare, cât și îndrumările privind întrebuințarea, controlul calității și purității medicamentelor. Fiecare descriere a unui produs se numește monografie.

## Etimologie
Termenul de farmacopee este derivat de la cuvântul din greacă veche φαρμακοποιΐα pharmakopoiia, care se poate traduce ca „facerea medicamentelor”. Termenul este compus de la substantivul φάρμακον pharmakon „medicament, drog, otravă”, verbul ποιεῖν poiein 
„a face, a crea” și sufixul -ία -ia.

## Versiuni
Farmacopeele pot fi naționale (cum sunt de exemplu Farmacopeea Română, Farmacopeea Germană, Farmacopeea Franceză, etc), însă există și versiuni regionale, precum este Farmacopeea Europeană (Ph. Eur., ediția a IX-a). Scopul său este de a oferi detalii legate de controlul calității medicamentelor în statele membre ale Uniunii Europene. De asemenea, Organizația Mondială a Sănătății publică o versiune online a Farmacopeei Internaționale  (Ph. Int.), cu recomandări pentru unele medicamente care se adresează statelor membre ale organizației.